# 홉 (네트워크)

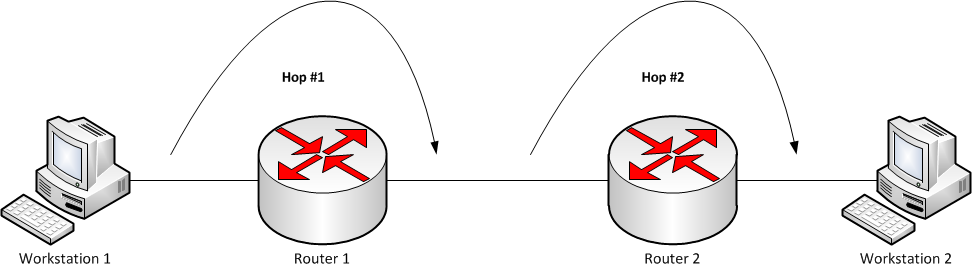
네트워크의 홉 그림. 이 예제에서 컴퓨터들 간의 홉 카운트는 2이다.

홉(hop)은 컴퓨터 네트워크에서 출발지와 목적지 사이에 위치한 경로의 한 부분이다. 데이터 패킷은 브리지, 라우터, 게이트웨이를 거치면서 출발지에서 목적지로 경유한다. 패킷이 다음 네트워크 장비로 이동할 때마다 홉이 하나 발생한다. 홉 카운트(hop count)는 데이터가 출발지와 목적지 사이에서 통과해야 하는 중간 장치들의 개수를 가리킨다.
저장 전달과 기타 레이턴시가 각 홉을 통하여 발생되므로 출발지와 목적지 사이에서 홉의 수가 많아지면 실시간 성능이 저하될 수 있다.

## 홉 카운트
홉 카운트(hop count)는 직접 하나의 선을 따라 흐르는 것이 아닌, 데이터가 출발지와 목적지 사이에서 통과해야 하는 중간 장치들의 개수를 가리킨다. 데이터가 레이어 3 네트워크에서 다른 곳으로 이동되면 데이터 경로를 따라 각 라우터는 홉을 구성한다. 그러므로 홉 카운트는 네트워크 내의 거리를 측정하는 기본적인 기준으로 된다.

## 홉 제한
IPv4에서는 Time to live(TTL), IPv6에서는 홉 제한(hop limit)이라고 한다. 이 구역은 패킷이 버려지기 전에 허용되는 홉의 수에 대한 제한을 규정한다.

## 참고 문헌
- Comer, Douglas E. Internetworking with TCP/IP, fifth edition. Pearson Prentice Hall,2006. ISBN 0-13-187671-6

## 같이 보기
- 인터넷 제어 메시지 프로토콜(ICMP)
- 핑
- 라우팅
- traceroute